# Contumelia
Contumelia es un oprobio, injuria u  ofensa dicha a una persona en su cara.
En la teología católica se llama contumelia a la injusta violación del derecho al honor del prójimo. Puede ser negativa, por omisión del respeto y la consideración debidos o positiva, despreciando al prójimo de palabra, de obra y por signos exteriores. La contumelia es pecado grave por su género y trae consigo la obligación de restituir el honor violado y reparar los daños que se hayan seguido.